# 黒ばら (映画)
『黒ばら』（くろばら、The Black Rose）は1950年のアメリカ合衆国・イギリスの映画。
出演はタイロン・パワーなど。

## キャスト
※括弧内は日本語吹替（初回放送1972年3月16日 東京12チャンネル 午後9:00-10:56 『木曜洋画劇場』）
- ウォルター：タイロン・パワー（納谷悟朗）
- マリアム：セシル・オーブリー（松尾佳子）
- バヤン将軍：オーソン・ウェルズ（内海賢二）
- トリストラム・グリフィン：ジャック・ホーキンス（寺島幹夫）
- エドワード王：マイケル・レニー（大木民夫）
- Alfgar：フィンレイ・カリー
- Anthemus：ハーバート・ロム
- ルー・チャン：アルフォンソ・ベドヤ（加茂嘉久）
- マームード：ロバート・ブレイク[注釈 1]（沢井正延）
- Simeon Beautrie：ジェームズ・ロバートソン・ジャスティス
- ロジャー・ベーコン：ヘンリー・オスカー（宮内幸平）
- エドモンド：ローレンス・ハーヴェイ
- ウィルダーキン：ギビー・マックローリン（千葉順二）
- 中国の大臣：ベレリー・インキジーノフ（肝付兼太）
- 中国の隊長：レイ・オン（藤本譲）
  - 日本語吹替その他声の出演：諏訪孝二、田中亮一、北村弘一、松岡文雄

## スタッフ
- 監督：ヘンリー・ハサウェイ
- 製作：ルイス・D・ライトン
- 脚本：タルボット・ジェニングス
- 撮影：ジャック・カーディフ
- 編集：マヌエル・デル・カンポ
- 音楽：リチャード・アディンセル
- 原作：トーマス・B・コステイン